# NetBSD
NetBSD é uma organização colaborativa internacional para produzir um SO de código aberto. Uma missão primária foca o SO ser seguro e altamente portável para um grande números de plataformas de hardware.
O projeto NetBSD se concentra na clareza do código, no design cuidadoso e na portabilidade em muitas arquiteturas de computadores. O código-fonte do NetBSD está disponível abertamente e licenciado permissivamente.

## Portabilidade
O software NetBSD inclui uma variedade de outro software livre como o 4.4BSD Lite da distribuição BSD.  
NetBSD está baseado numa grande variedade de software de distribuição livre que inclui, entre outros, o 4.4BSD Lite da Universidade de Berkeley, o Net/2 (Berkeley Networking Release 2) e o sistema de janela X11 do MIT; e também software do GNU. O NetBSD foi portado a um grande número de arquitecturas de computadores, desde minicomputadores VAX até PDAs Pocket PC; o lema de NetBSD é  "Of course it runs NetBSD"" (naturalmente, funciona com NetBSD). O núcleo e o userland para as mais de 50 plataformas suportadas (que abrangem cerca de vinte processadores diferentes) compilam-se desde uma árvore de código centralizada e manejada com o sistema CVS.
Devido à gestão centralizada do código fonte e a um desenho altamente portátil, as adições de funcionalidade geral (não específicas dum hardware em concreto) beneficiam a todas as plataformas imediatamente e não é preciso portá-las.

## Hardware
A distribuição pode ser instalada, por exemplo, em servidores 64-bit ou em sistemas desktop. É considerado um sistema operacional de projeto elegante, simples e robusto, que pode ser utilizado em ambientes de produção ou de pesquisa. Muitas aplicações estão disponíveis ao NetBSD através de sua coleção de pacotes —pkgsrc (repositório de software) a instalação de pacotes pode ser feita com muita facilidade através da rede usando o gestionário de pacotes pkgin.
Actualmente NetBSD centra-se em oferecer um sistema operacional seguro, estável e maduro para uso multiplataforma, também orientado à pesquisa. Está desenhado tendo como prioridade escrever código de qualidade e bem organizado, e tendo em consideração padrões como o POSIX ou o X/Open. Devido ao seu desenho simples e uso de modernas tecnologias de redes, permitem utiliza-lo em sistemas embarcados. Sistemas como NAS, NAT, IPv6, redes sem fios.

### Drivers de dispositivos
O desenvolvimento de drivers de dispositivos é também, frequentemente, independente do hardware. Ou seja, um driver para um dispositivo PCI funcionará independentemente, esteja tal dispositivo instalado num PC (arquitectura i386), num DEC Alpha, num PowerPC, num SPARC ou em qualquer outra plataforma com suporte para o bus PCI.

## Compilação cruzada
A partir do NetBSD 1.6, o jogo de ferramentas completo (que abrange compiladores, montadores (Assembly), etc.) suportam completamente a compilação cruzada, graças à qual é possível compilar um sistema NetBSD completo para uma arquitectura desde outro sistema de diferente arquitectura (normalmente mais potente), incluso de diferente sistema operativo (já que este framework de compilação cruzada suporta qualquer sistema POSIX).